# Дом Униховского
Дом Униховского — бывший доходный дом в стиле модерн в Минске, расположенный на пл. Независимости по адресу: ул. Советская, 19. Используется под административные учреждения. Историко-культурная ценность регионального значения.

## История
Старый адрес — Захарьевская 33/4 на пересечении с улицей Коломенской. До 1912 года — дом № 35.
Доходный дом Людвига Униховского был построен в начале XX века по проекту Генриха Гая. Часть помещений сдавалась под квартиры. До 1915 года на первом этаже располагался приемный кабинет зубного врача Анекштейна Ю. А., к 1921 — приёмный кабинет Анекштейн Х. Ш.-М. С 1908 года — бакалейная лавка Гириса Эльяша Абрамовича. С 1910 — аптекарский магазин Левина Арона Яковлевича.
В 1920 году собственники выехали за границу. С осени 1920 года в здании располагается штаб Чырвонага паветранага флоту. В 1920—1924 в здании располагается Минская уездная милиция и Главное управление милиции с почти всеми ее отделениями. В 1921 году имущество национализировано. В 1922 собственник — городское жилищное отделение отдела коммунального хозяйства Минского окружного исполнительного комитета. В 1926 году здесь располагается кабинет заместителя наркома внутренних дел Хацкевича Александра Исаковича. С 1926 года собственник — БГУ. На 1926 год дом разделен на 5 квартир и помещении правления БГУ. В 1926-1929 здесь располагаются управление и канцелярия БГУ, кабинет заместителя ректора БГУ Самуила Слонима.
Здесь жили представители советской интеллигенции. В 1928 году здесь жил хирург, ученый и преподаватель Савелий Рубашов. В 1928-1929 здесь жил белорусский политический деятель, публицист и педагог Иван Красковский. В 1935—1938 годах в доме жил белорусский поэт и литературовед Иван Замотин. В 1938 году здесь жил белорусский терапевт и общественный деятель Сергей Мелких. В 1937-1938 здесь живет анатом и доктор медицинских наук Давид Голуб.
В этом доме жил известный белорусский дирижер и фольклорист Григорий Ширма.
В августе 2006 года была восстановлена угловая башня, которая была уничтожена в начале 1980-х во время реконструкции жилого дома под административное здание. Сейчас в доме располагается комитет архитектуры и градостроительства Мингорисполкома.

## Архитектура

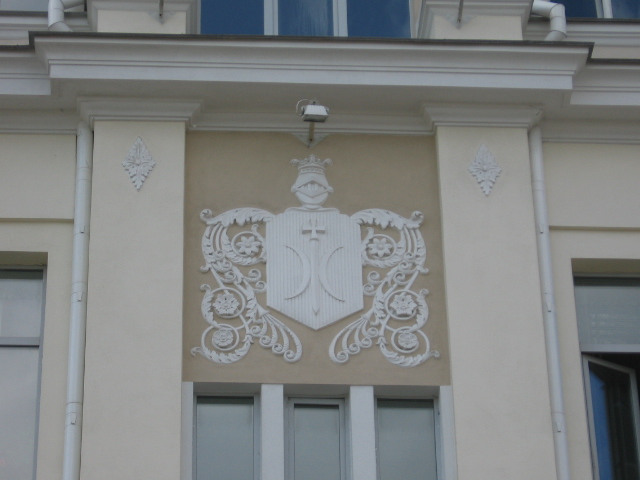
Герб «Остоя» на фасаде здания

Дом Униховского и дом Абрампольского соединены между собой торцами и образуют единый фронт застройки, но в отличие от соседнего здания, главный фасад Дома Униховского более насыщен декоративными элементами.
Доходный дом представляет собой прямоугольное в плане четырехэтажное здание со срезанным восточным углом. Стены главного фасада на первом и третьем этажах прорезаны прямоугольными, на втором — полуциркульными окнами, четвертый этаж отделен карнизом. Лучковые оконные проемы четвертого этажа, фланкированные пилястрами и завершены аттиками. Пластику фасада обогащают симметрично расположенные балкончиками с узорчатый ограждением (чугунное литье). На главном фасаде здания также помещен фамильный герб Униховских, «Осто». Широкая лестничная клетка выделена на фасаде пилястрами, лепными деталями, лучковым проемом четвертого этажа, вдоль которого размещены декоративные вазы на постаментах. Прямоугольный входной портал решен двумя широкими пилястрами, соединенными декоративной лучковой аркой. Дворовый фасад решен в лаконичных формах, без декора. Живописность композиции главного фасада усиливается контрастным цветовым решением: белые декоративные элементы четко читаются на темно-красном фоне стены.

## Путаница в принадлежности
Из-за единой стены с домом Абрампольскага этот дом ошибочно называли Первым домом советов. Также в публикациях СМИ дом иногда называют домом Уминского. Скорее всего, в данном случае есть историческая неточность. В Минске проживал Антон Умінскі, но за участие в восстании 1863-1864 годов в 1866 году был сослан в Сибирь с конфискацией имущества. Возможно, доходный дом был построен на месте деревянного, который и принадлежал Уминскому до изъятия.
Также путаница происходит из-за похожести фамильных гербов Униховских (Осто) и Уминских (Халева). В гербе Осто мечом расчленен 2 золотые полумесяцы, а в гербе Халева железные скобы.